# Zosimos z Panopolis
Niektóre z zamieszczonych tu informacji wymagają weryfikacji.
Dokładniejsze informacje o tym, co należy poprawić, być może znajdują się w dyskusji tego artykułu.
 Po wyeliminowaniu niedoskonałości należy usunąć szablon [[Szablon:Dopracować|]] z tego artykułu.

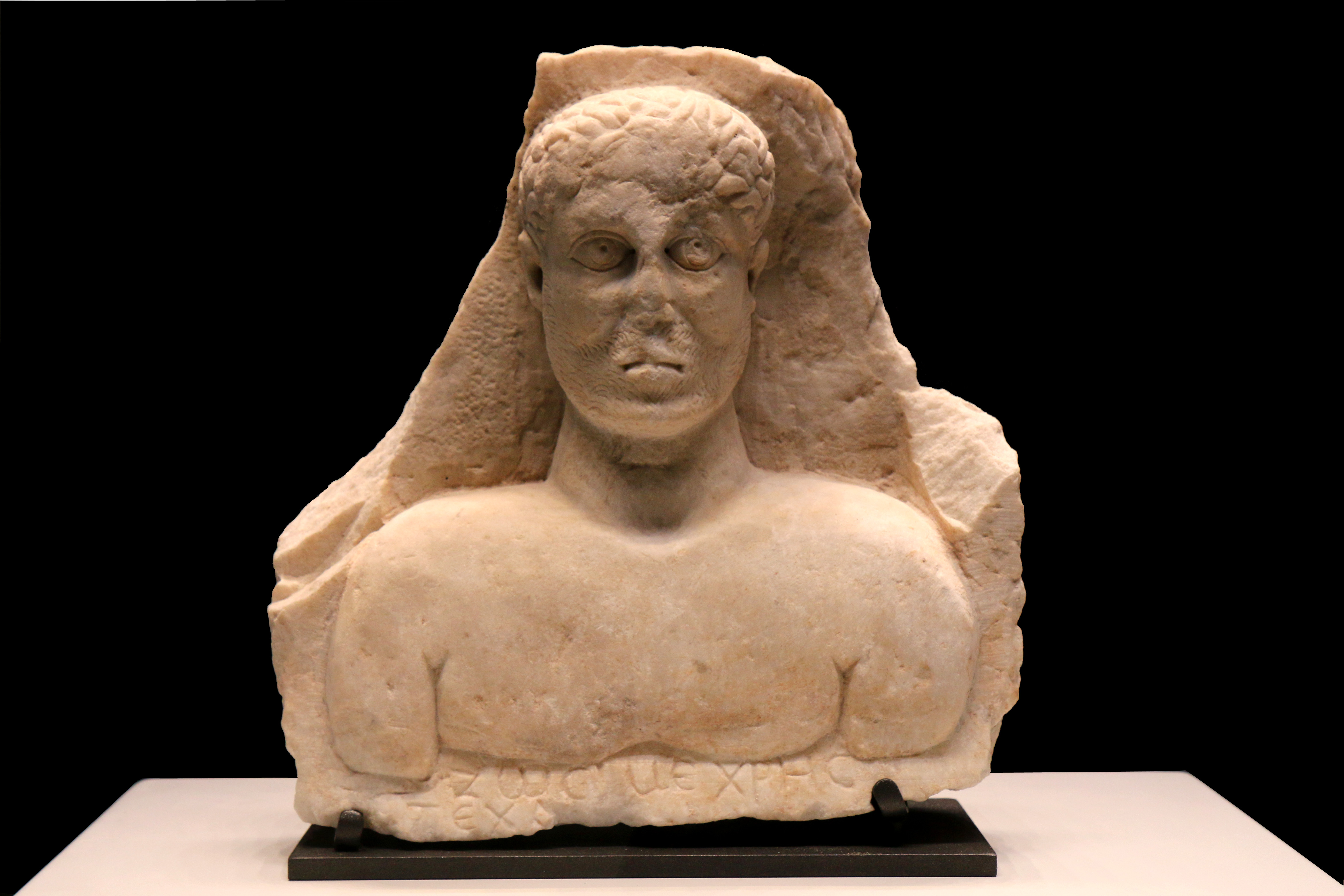
Stara grecka rzeźba Zosimosa

Zosimos (gr. Ζώσιμος ὁ Πανοπολίτης, Rhazes, Rismus, Rozinus, Rusim, Rusam itd.) – grecki alchemik, pogański gnostyk i zwolennik sekty Poimandresa (hermetyk), żyjący na przełomie III i IV wieku naszej ery. Pochodził z górnoegipskiego Panopolis (obecnie Achmim).
Gnostycki alchemik, jest autorem najstarszych znanych ksiąg alchemicznych. Jego dzieła nie zachowały się w całości do naszych czasów, znane są jednak obszerne cytaty lub całe fragmenty zawarte w tekstach greckich, syryjskich i arabskich. Wiadomo stąd, że lubił się on odwoływać do formy wizji sennych, które (najczęściej w postaci dialogu mistrza i ucznia) odnosiły się do różnych interesujących go kwestii. Zosimos jest też twórcą encyklopedii składającej się z 28 ksiąg, dedykowanej jego siostrze Theosebei.
Dokonał pierwszej historycznie poświadczonej destylacji alkoholu.
Fragmenty dzieł Zosimosa zostały w dość chaotyczny sposób pomieszczone w Codex Marcianus, później zaś opublikowane przez Berthelota w Collection des anciens alchimistes grecs. Arabski niekompletny przekład tekstów Zosimosa odnaleziono w 1995 w kopiach ksiąg Klucze miłosierdzia i Sekrety mądrości autorstwa Ibn Al-Hassana Ibn Al-Tugra'ia, alchemika perskiego. Po polsku znany jest przekład tzw. Wizji Zosimosa (w C.G. Junga Psychologia a religia Zachodu i Wschodu, gdzie również więcej informacji o samym Zosimosie).